# Empresa de Servicios Sanitarios del Bio-Bío
Empresa de Servicios Sanitarios del Bio-Bío S.A., más conocida por su acrónimo Essbio, es una empresa chilena de servicios sanitarios que opera en las regiones de O'Higgins, Ñuble y Biobío, de la zona centro sur del país. También opera en la Región del Maule por medio de un contrato de suministro de servicios, mediante el cual provee funciones gerenciales a la empresa local Nuevosur.
Su creación se remonta a 1990 como sucesora legal local del Servicio Nacional de Obras Sanitarias (SENDOS), entidad estatal que mantenía la operación de los servicios sanitarios en gran parte del país. Essbio se constituyó como sociedad anónima abierta, filial de la Corporación de Fomento de la Producción (CORFO).
En diciembre de 2000 Essbio se privatiza, pasando al control del grupo inglés Thames Water que también había adquirido la Empresa de Servicios Sanitarios del Libertador S.A. (ESSEL) en marzo del mismo año. Posteriormente ambas empresas son fusionadas bajo el nombre de Essbio, proceso que se concreta en octubre de 2002.
En 2007 el fondo de pensiones de origen canadiense Ontario Teacher's Pension Plan Board adquiere el porcentaje mayoritario de la propiedad de Essbio.
Su actual Presidente del Directorio es Jorge Lesser García-Huidobro, mientras que su Gerente General es Cristian Vergara Castillo.